# هينينج كارلسون
هينينج كارلسون هو عداء مراثوني سويدي، ولد في 20 مايو 1897 في ستوكهولم في السويد، وتوفي في 21 مايو 1978 في Hallstavik ‏ في السويد.

## وصلات خارجية
- هينينج كارلسون على موقع أوليمبيديا (الإنجليزية)
- هينينج كارلسون على موقع اللجنة الأولمبية السويدية (السويدية)